# John Elliotson
John Elliotson (Londra, 29 ottobre 1791 – Londra, 29 luglio 1868) è stato un medico e chirurgo inglese; fu uno dei primi ad usare lo stetoscopio in Gran Bretagna, nonché promotore dell'agopuntura e delle teorie del mesmerismo.

## Biografia

### Inizi e formazione
Figlio del chimico e farmacista londinese John Elliotson Sr. e di Elizabeth Elliotson, nacque nel quartiere di Southwark il 29 ottobre 1791.
Fu allievo privato del rettore di St. Saviours, Southwark, e continuò a studiare medicina all'Università di Edimburgo, dal 1805 al 1810, dove fu influenzato da Thomas Brown, e poi al Jesus College di Cambridge, dal 1810 al 1821, da entrambe le istituzioni conseguì la laurea in medicina, e successivamente lavorò a Londra presso gli ospedali St. Thomas e Guy's. Nel 1831 fu eletto professore di principi e pratica della fisica all'Università di Londra (ora University College London), e nel 1834 divenne medico presso l'University College Hospital. Fu fellow del Royal College of Physicians e della Royal Society.
Elliotson era molto ammirato come conferenziere, sia per la chiarezza strutturata delle sue lezioni, sia per la vivacità teatrale dell'eloquio, tanto da pubblicarle in varie raccolte. Al suo apice, fu il primo presidente della Royal Medical and Chirurgical Society (nel 1833).

### Interessi e studi
Si interessò alla frenologia e fu fondatore e primo presidente della London Phrenological Society (nel 1823). Il suo interesse per il mesmerismo era stato inizialmente suscitato dalle dimostrazioni condotte da Richard Chenevix nel 1829, e risvegliato dalle dimostrazioni di Dupotet de Sennevoy nel 1837. Assieme a William Collins Engledue fu editore del The Zoist, un periodico che trattava delle teorie sostenute da Elliotson.
Conduceva esperimenti su pazienti durante le sue lezioni, come nel caso delle sorelle Okey. Nell'agosto del 1838, Thomas Wakley condusse una serie di esperimenti sulle sorelle davanti a diversi testimoni. I suoi test si concentravano sulla capacità delle ragazze di distinguere l'acqua "ipnotizzata" da quella "non ipnotizzata". Quando non ci riuscirono con regolarità, le denunciò come impostrici e dichiarò il mesmerismo una fallacia assoluta. In realtà, gli esperimenti non dimostrarono che le ragazze stessero fingendo, né che il mesmerismo fosse falso. Elliotson fu allontanato dagli ospedali in cui lavorava, ma continuò le sue attività presso il suo studio privato.

## Nella cultura di massa

La dedica di Thackeray ad Elliotson nel romanzo Pendennis (1850).

### In letteratura
Fu molto stimato nei circoli letterari: William Makepeace Thackeray dedicò il Pendennis ad Elliotson; inoltre il personaggio del dottor Goodenough (nell'ultimo romanzo di Thackeray, The Adventures of Philip, 1862), era basato sulla sua figura, che aveva assistito Thackeray quando soffrì di una malattia mortale nel 1849.
Elliotson era amico di Charles Dickens e lo introdusse al mesmerismo. Wilkie Collins, un caro amico di Dickens, descrisse Elliotson come "uno dei più grandi fisiologi inglesi" e cita un esempio di state-dependent learning tratto da Human Physiology di Elliotson nel romanzo La pietra di Luna.

### Videogiochi
Elliotson è uno dei principali antagonisti del gioco Assassin's Creed: Syndicate, che esegue esperimenti brutali e fatali sui malati mentali del Lambeth Asylum ed è un membro segreto dell'Ordine dei Templari. Viene poi ucciso dal Maestro Assassino Jacob Frye.